# Полтава, Владимир Иванович
Владимир Иванович Полтава — советский хозяйственный и политический деятель.

## Биография
Родился в 1910 году в Измаиле. Член КПСС.
Окончил строительный факультет Харьковского технологического института по специальности — инженер-строитель.
В 1926—1927 гг. — арматурщик и бетонщик на строительстве Одесского порта.
В 1932—1937 гг. — инженерный и руководящий работник строительства Ирминской и Пикитовской обогатительных фабрик и химического завода в Украинской ССР.
В 1937—1953 гг. — начальник строительства объединённых шахт Букачлага НКВД СССР в Читинской области, начальник строительства ТЭЦ, начальник строительства Красноярского порта, главный инженера Управления строительства и заместитель начальника по строительству Норильского комбината МВД СССР, начальник «Кировстроя», управляющий трестом «Апатитстрой».

Так вот, В. И. Полтава, кому старые норильчане пришли поклониться в последний раз, он, Владимир Иванович, сиял среди блестящей плеяды строителей Норильска как звезда первой величины.
Просто невозможно коротко рассказать, что это был за великолепный работник, какой это был прелестный человек.
День не день, ночь не ночь, чёрная пурга, лютый, каленый мороз — в любое время, в любой момент Владимир Иванович на своем посту — сильный, умный, целеустремленный, приветливый и доброжелательный к своим сотрудникам.
.

В 1953—1957 гг. — главный инженер строительства Ленинградской ТЭЦ треста «Мосэнергострой».
В 1957—1961 гг. — начальник Управления строительства Совнархоза Иркутского экономического района.
В 1961—1967 гг. — начальник Управления строительства Министерства совхозов РСФСР, заместитель министра производства и заготовок сельхозпродуктов и заместителем министра сельского хозяйства РСФСР.
В 1967—1973 гг. — председатель правления Всероссийского объединения межколхозных строительных организаций.
Избирался депутатом Верховного Совета РСФСР 8-го созыва. Делегат XXIV съезда КПСС.
Умер в 1973 году в Москве.

## Награды
- Орден Трудового Красного Знамени
- Орден Знак Почёта (трижды)